# Canotaj la Jocurile Olimpice de vară din 2004

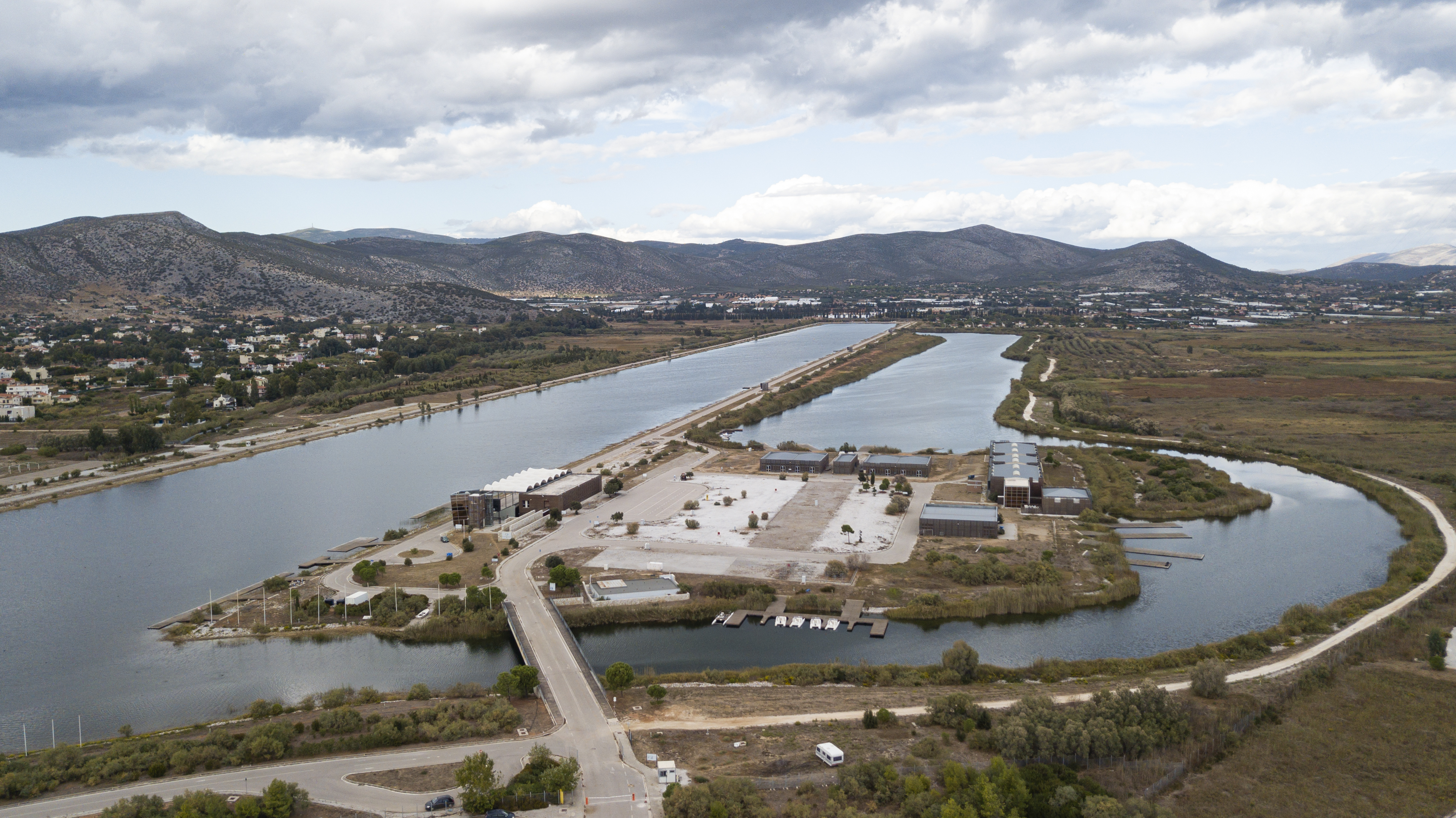
Centrul Olimpic de Canotaj și Caiac-Canoe

Probele sportive de canotaj la Jocurile Olimpice de vară din 2004 s-au desfășurat în perioada 14–22 august 2004 la Centrul Olimpic de Canotaj și Caiac-Canoe din Schinias.

## Rezultate

### Masculin
| Probă                                | Aur | Argint | Bronz |
| Simplu vâsle detalii                 | Olaf Tufte · Norvegia (NOR) | Jüri Jaanson · Estonia (EST) | Ivo Ianakiev · Bulgaria (BUL) |
| Dublu vâsle detalii                  | Sébastien Vieilledent Adrien Hardy (FRA) | Iztok Čop Luka Špik (SLO) | Rossano Galtarossa Alessio Sartori (ITA) |
| Patru vâsle detalii                  | Rusia (RUS) · Nikolai Spiniov · Igor Kravțov · Aleksei Svirin · Serghei Fedorovțev                                                                                           | Cehia (CZE) · David Kopřiva · Tomáš Karas · Jakub Hanák · David Jirka | Ucraina (UKR) · Serhii Hrîn · Serhii Biloușcenko · Oleh Lîkov · Leonid Șapoșnikov                                                                                 |
| Dublu rame detalii                   | Drew Ginn James Tomkins (AUS) | Siniša Skelin Nikša Skelin (CRO) | Donovan Cech Ramon di Clemente (RSA) |
| Patru rame fără cârmaci detalii      | Marea Britanie (GBR) · Steve Williams · James Cracknell · Ed Coode · Matthew Pinsent                                                                                         | Canada (CAN) · Cameron Baerg · Thomas Herschmiller · Jake Wetzel · Barney Williams | Italia (ITA) · Lorenzo Porzio · Dario Dentale · Luca Agamennoni · Raffaello Leonardo                                                                              |
| Opt rame cu cârmaci detalii          | Statele Unite ale Americii (USA) · Jason Read · Wyatt Allen · Chris Ahrens · Joseph Hansen · Matt Deakin · Dan Beery · Beau Hoopman · Bryan Volpenhein · Peter Cipollone (c) | Olanda (NED) · Matthijs Vellenga · Gijs Vermeulen · Jan-Willem Gabriëls · Daniël Mensch · Geert-Jan Derksen · Gerritjan Eggenkamp · Diederik Simon · Michiel Bartman · Chun Wei Cheung (c) | Australia (AUS) · Stefan Szczurowski · Stuart Reside · Stuart Welch · James Stewart · Geoff Stewart · Bo Hanson · Mike McKay · Stephen Stewart · Michael Toon (c) |
| Dublu vâsle categoria ușoară detalii | Tomasz Kucharski Robert Sycz (POL) | Frédéric Dufour Pascal Touron (FRA) | Vasileios Polymeros Nikolaos Skiathitis (GRE) |
| Patru vâsle categoria ușoară detalii | Danemarca (DEN) · Thor Kristensen · Thomas Ebert · Stephan Mølvig · Eskild Ebbesen                                                                                           | Australia (AUS) · Glen Loftus · Anthony Edwards · Ben Cureton · Simon Burgess | Italia (ITA) · Lorenzo Bertini · Catello Amarante · Salvatore Amitrano · Bruno Mascarenhas                                                                        |

### Feminin
| Probă                                | Aur | Argint | Bronz |
| Simplu vâsle detalii                 | Katrin Rutschow-Stomporowski · Germania (GER) | Ekaterina Karsten · Belarus (BLR) | Rumeana Neikova · Bulgaria (BUL) |
| Dublu vâsle detalii                  | Georgina Evers-Swindell Caroline Evers-Swindell (NZL) | Peggy Waleska Britta Oppelt (GER) | Sarah Winckless Elise Laverick (GBR) |
| Patru vâsle detalii                  | Germania (GER) · Kathrin Boron · Meike Evers · Manuela Lutze · Kerstin El Qalqili                                                                                      | Marea Britanie (GBR) · Alison Mowbray · Debbie Flood · Frances Houghton · Rebecca Romero                                                                                           | Australia (AUS) · Dana Faletic · Rebecca Sattin · Amber Bradley · Kerry Hore |
| Dublu rame detalii                   | Georgeta Damian Viorica Susanu (ROU) | Katherine Grainger Cath Bishop (GBR) | Iulia Bicik Natallia Helah (BLR) |
| Opt rame cu cârmaci detalii          | România (ROU) · Rodica Florea · Viorica Susanu · Aurica Bărăscu · Ioana Papuc · Liliana Gafencu · Elisabeta Lipă · Georgeta Damian · Doina Ignat · Elena Georgescu (c) | Statele Unite ale Americii (USA) · Kate Johnson · Samantha Magee · Megan Dirkmaat · Alison Cox · Caryn Davies · Laurel Korholz · Anna Mickelson · Lianne Nelson · Mary Whipple (c) | Olanda (NED) · Froukje Wegman · Marlies Smulders · Nienke Hommes · Hurnet Dekkers · Annemarieke van Rumpt · Annemiek de Haan · Sarah Siegelaar · Helen Tanger · Ester Workel (c) |
| Dublu vâsle categoria ușoară detalii | Constanța Burcică Angela Alupei (ROU) | Daniela Reimer Claudia Blasberg (GER) | Kirsten van der Kolk Marit van Eupen (NED) |

## Clasament pe medalii
| Loc   | Țară                       | Aur | Argint | Bronz | Total |
| ----- | -------------------------- | --- | ------ | ----- | ----- |
| 1     | România                    | 3   | –      | –     | 3     |
| 2     | Germania                   | 2   | 2      | –     | 4     |
| 3     | Marea Britanie             | 1   | 2      | 1     | 4     |
| 4     | Australia                  | 1   | 1      | 2     | 4     |
| 5     | Franța                     | 1   | 1      | –     | 2     |
| 5     | Statele Unite ale Americii | 1   | 1      | –     | 2     |
| 7     | Danemarca                  | 1   | –      | –     | 1     |
| 7     | Noua Zeelandă              | 1   | –      | –     | 1     |
| 7     | Norvegia                   | 1   | –      | –     | 1     |
| 7     | Polonia                    | 1   | –      | –     | 1     |
| 7     | Rusia                      | 1   | –      | –     | 1     |
| 12    | Olanda                     | –   | 1      | 2     | 3     |
| 13    | Belarus                    | –   | 1      | 1     | 2     |
| 14    | Estonia                    | –   | 1      | –     | 1     |
| 14    | Canada                     | –   | 1      | –     | 1     |
| 14    | Croația                    | –   | 1      | –     | 1     |
| 14    | Slovenia                   | –   | 1      | –     | 1     |
| 14    | Cehia                      | –   | 1      | –     | 1     |
| 19    | Italia                     | –   | –      | 3     | 3     |
| 20    | Bulgaria                   | –   | –      | 2     | 2     |
| 21    | Grecia                     | –   | –      | 1     | 1     |
| 21    | Africa de Sud              | –   | –      | 1     | 1     |
| 21    | Ucraina                    | –   | –      | 1     | 1     |
| Total | Total                      | 14  | 14     | 14    | 42    |